# Owusu Kwabena
Owusu Kwabena (Acra, 18 de junio de 1997), más conocido como Owusu, es un futbolista ghanés. Juega como delantero y su equipo es el Ankaragücü de la TFF Primera División.

## Trayectoria
Se formó en las filas del Sporting Club Acra de su país natal y con el que debutó en la máxima división de su país. Más tarde, fue cedido a España para formarse como jugador.
En la temporada 2016-17 militó en el C. D. Toledo en Segunda División B. Marcó la cifra de ocho goles, alternando las posiciones de delantero como de extremo, y disputó el 'play-off' para el ascenso a LaLiga 1|2|3.
En agosto de 2017 firmó con el C. D. Leganés durante cinco temporadas, llegando a un acuerdo con el Sporting Club Acra ganés, propietario de su transfer hasta ese momento. El 1 de septiembre de ese año fue cedido al Real Oviedo para jugar la temporada 2017-18 en el fútbol profesional. Con el club carbayón disputó 157 minutos en ocho partidos y en enero se convirtió en el segundo fichaje del F. C. Cartagena en el mercado invernal. Llegó en calidad de cedido hasta el 30 de junio de 2018.
En verano de 2018 fue cedido al Salamanca C. F. UDS durante una temporada. Fue sancionado disciplinariamente después de ausentarse durante un mes tras acudir a Ghana para jugar la clasificación a la Copa Africana de Naciones sub-23. Sin embargo, no volvió cuando estaba estipulado y tardó casi 30 días más de lo previsto en regresar, por lo que ya no volvió a tener participación con el conjunto salmantino. La siguiente campaña acumuló un nuevo préstamo en el Córdoba C. F. En el club andaluz anotó 6 goles durante la primera vuelta de la temporada.
En enero de 2020 fue traspasado al Qarabağ F. K. de Azerbaiyán. Este lo cedió en agosto de 2021 al Ankaragücü para competir en la Superliga de Turquía durante la temporada 2021-22.
El 31 de enero de 2023 fue vendido al Ferencváros T. C. húngaro y firmó por dos años. Dejó el equipo en enero de 2025 para jugar en el Zalaegerszegi TE, aunque antes de acabar el mes regresó al Ankaragücü.

## Palmarés

### Títulos nacionales
| Título                     | Club              | País       | Año  |
| -------------------------- | ----------------- | ---------- | ---- |
| Liga Premier de Azerbaiyán | Qarabağ F. K.     | Azerbaiyán | 2020 |
| Nemzeti Bajnokság I        | Ferencváros T. C. | Hungría    | 2023 |
| Nemzeti Bajnokság I        | Ferencváros T. C. | Hungría    | 2024 |